# Gabriel Perrone
 Gabriel Gustavo Perrone  (Buenos Aires, Argentina; 15 de abril de 1965) es un exfutbolista argentino y su último club como entrenador fue All Boys. Actualmente se desempeña como secretario técnico en el Club de Gimnasia y Esgrima La Plata.

## Trayectoria

### Como jugador
Jugó como defensa central y comenzó su carrera jugando para River Plate, donde jugó desde 1986 hasta 1988. Luego fue transferido a Ferrocarril Oeste, donde permaneció durante un par de temporadas. Su carrera como jugador terminó con una rotura de ligamento cruzado después de jugar en las ligas menores con Atlanta y CD FAS de El Salvador.

### Como entrenador
Fue ayudante técnico por 10 años de Carlos Griguol en River Plate, Real Betis, Ferrocarril Oeste y Gimnasia y Esgrima de La Plata. Pasó a ser Entrenador en Ecuador con CD Olmedo y Deportivo Cuenca.Después de hacer buenas campañas en estos clubes, firma un contrato con el Club Sport Emelec en el 2009, que obtuvo el tercer lugar del Campeonato Ecuatoriano de Fútbol de ese mismo año. Con eso, Emelec clasificó a la Copa Libertadores 2010.
Los equipos de Perrone suelen ser muy organizados y agresivos a la hora de atacar convirtiendo a sus delanteros en goleadores de torneos como Hernan Barcos o Juan Carlos Ferreyra, teniendo algunos riesgos en defensa y ser extremadamente efectivo en ataque. También es muy famoso en Ecuador, para tener una buena visión y la contratación de jugadores desconocidos, que terminan jugando bien.
Asumió el mando del club Rangers de Talca a mediados del 2011, cuando éste estaba en Primera B de Chile y su anterior director técnico Marcelo Peña, renunció indeclinablemente a la banca del club, debido a los resultados que hicieron que dejase el club, durante las últimas fechas del Torneo de Clausura. Por ese motivo, la sociedad del club  se contactó con Perrone, para mejorar los resultados y llevar al equipo a la Primera División.
Bajo su dirección se alcanzaría el cupo para la Final por el subcampeonato y 2º Ascenso a Primera División contra el Everton de Marco Antonio Figueroa, el cual saldría victorioso el equipo de Talca, tras igualar de local a 1 gol y de visita a 3 goles (según las reglas del torneo de la Primera B de Chile, el gol de visita vale más que el de local). Con esto logró así, el tan ansiado y anhelado ascenso al fútbol de honor, siendo subcampeón del certamen tras Deportes Antofagasta. Tras esto, el presidente del Club, Ricardo Pini declaraba que Gabriel Perrone, seguiría en el club hasta fines del 2012, pero en atención a los malos resultados, con el equipo rojinegro en la penúltima posición, renuncia a la banca rojinegra, el 2 de marzo de 2012.
En septiembre del año 2012, asume como entrenador de San Martín de San Juan, reemplazando a Facundo Sava quien tuvo una floja campaña dejando al equipo en puestos de descenso. Su objetivo fue mantener la categoría en el Torneo Inicial 2012, realizando una buenacampaña al principio pero luego de algunos dudosos arbitrajes durante los encuentros siguientes el equipo sanjuanino pierde mucha confianza y cae en la tabla de posiciones, causa por la cual Perrone es despedido del equipo.
A fines del año 2014  se convirtió en el nuevo entrenador del Club Atlético All Boys. Luego de pensar y analizar, los dirigentes del equipo de Floresta optaron y se volcaron por Perrone que firmó por un año su vínculo con el club. De esta manera, All Boys contó con el entrenador para afrontar parte de la temporada 2015 de la Primera B Nacional. En septiembre de 2015, dejó la banca del Albo debido a los malos resultados, dejando al equipo en puestos de descenso.

## Estadísticas como entrenador
| N.º   | Equipo           | PJ  | PG | PE | PP | GF  | GC  | Dif | Efectividad |
| ----- | ---------------- | --- | -- | -- | -- | --- | --- | --- | ----------- |
| 1º    | Emelec           | 42  | 20 | 10 | 12 | 53  | 37  | +16 | 55.56%      |
| 2º    | Olmedo           | 66  | 26 | 20 | 20 | 77  | 74  | +3  | 49.49%      |
| 3º    | Deportivo Cuenca | 77  | 31 | 23 | 23 | 98  | 80  | +18 | 50.22%      |
| 4º    | Rangers          | 16  | 5  | 3  | 8  | 23  | 23  | 0   | 37.5%       |
| 7º    | San Martín SJ    | 19  | 3  | 9  | 7  | 17  | 24  | -7  | 31.58%      |
| 8º    | All Boys         | 12  | 3  | 6  | 3  | 11  | 11  | 0   | 41.67%      |
| Total | Total            | 232 | 88 | 71 | 73 | 279 | 249 | +30 | 48.13%      |

* Actualizado el 20 de abril de 2015 (Incluye Copa Argentina)

## Vida personal
Perrone está casado con una de las hijas de Carlos Griguol, quien actuó como un profesor para la carrera de entrenador de él.